# Pleyel (компания)
Плейель & Ко — французская фирма по изготовлению роялей, основанная композитором Игнацем Плейелем в 1807 году. В 1815 году сын Плейеля, Камиль, присоединился к фирме в качестве партнёра. Фирма предоставляла рояли Фридерику Шопену, который считал инструменты Плейеля лучшими («non plus ultra»). Роялями Плейеля также пользовались композиторы Дебюсси, Сен-Санс, Равель, де Фалья и Стравинский, пианисты и преподаватели Альфред Корто, Филип Мануэль и Гэвин Вильямсон.
В 1980-е году фирма «Плейель» выкупила две другие французские фирмы — производители роялей: «Эрар» и «Гаво» (фр.). В 2008 году фирма представила новые инструменты, модели которых были созданы известными дизайнерами. После сборки такого рояля инструмент надо было настраивать на протяжении 30-40 часов. В конце 2013 году компания объявила, что прекращает производство роялей во Франции.
В сентябре 2009 года современный мастер Пол Макналти создал реплику рояля Плейеля 1830 года, которая сейчас находится в коллекции Института им. Фредерика Шопена в Варшаве. Этот инструмент был использован в Первом международном конкурсе пианистов на исторических инструментах в сентябре 2018 года.

#### Записи, сделанные на оригиналах и копиях роялей фирмы Плейель & Компания
1. Юан Шенг. Фридерик Шопен. Ballades Nos 1-4/Impromptus Nos 1-4. Записано на оригинальном рояле Плейеля 1845 г.
2. Рональд Браутигам. Феликс Мендельсон. Piano Concertos. Записано на реплике рояля Плейеля 1830 г. от Пола Макналти
3. Януш Олейничак. Фридерик Шопен. Chopin evening around 1831 Pleyel. Записано на оригинальном рояле Плейеля 1831 г.
4. Алексей Любимов. Шопен, Бах, Моцарт, Бетховен: at Chopin’s home piano. Записано на оригинальном инструменте Плейеля 1843 г.
5. Дина Йоффе. Фридерик Шопен. Piano Concertos No 1 & 2. Version for one piano. Записано на оригинальном рояле Плейеля 1848 г. и Эрар 1838 г.
6. Вивиана Софроницкая, Сергей Истомин. Фридерик Шопен. Complete works for cello and piano. Записано на реплике рояля Плейеля 1830 г.
7. Кевин Кеннер. Фридерик Шопен. 4 Impromptus. Записано на оригинальном рояле Плейеля 1848 г.
8. Томаш Риттер. Фридерик Шопен. Sonata in B Minor, Ballade in F minor, Polonaises, Mazurkas. Karol Kurpinski. Polonaise in D minor. Записано на оригинальном рояле Плейеля 1842 г., Эрар 1837 г. и реплике рояля Буххольца 1825—1826 гг. от Пола Макналти